# Школа Небесних Наставників
Школа Небесних Наставників (кит. трад. 天師 道, спр. 天师 道, піньїнь: Tiānshīdào, палл .: Тяньшідао — Шлях Небесних Наставників) — релігійний напрямок даосизму, засноване в пізні роки династії Хань. Засновником руху був Чжан Даолін, перший патріарх (Небесний Наставник) і безсмертний даос. Ця школа — найперша стабільна релігійна організація в даосизмі. Школа існує до цих пір, переважно в південному Китаї, на Тайвані, в Сінгапурі і серед китайського населення країн Південно-Східної Азії.
Дана школа і її відгалуження поширені переважно на півдні Китаю (хоча є громади і на півночі), панує на Тайвані і серед китайських діаспор численних країн Південно-Східної Азії (Сінгапур, Малайзія, Філіппіни, Індонезія, В'єтнам) і в емігрантських громадах Австралії, США та інших країн.
У ранній період (до середини III століття) школа носила назву П'ять ковшів Рису. В епоху Шести династій школа поширилася по всьому Китаю і стала відома як Школа Небесних Наставників. Пізніше, починаючи з часів династії Тан, школа була відтворена як Школа Істинного Єдиного, отримавши особливі імператорські привілеї.
У докомуністичному Китаї ця школа зазвичай офіційно визнавалася імператором.

## Особливості школи
Дана школа є центральною школою немонастирського даосизму, для якого характерно:
- шанування небесних божеств (тянь цзунь)
- богослужіння на літературній мові
- проведення запропонованих традицією покаянь, постів (чжай) і общинних ритуалів (цзяо)
- наявність спадкового духовенства
- наявність бюрократизованої ієрархії духовенства.

## Виникнення школи
Першим Небесним Наставником є Чжан Даолін. Особливістю нової релігії стала відмова від жертвоприношень їжі і тварин.
У 142 особисто Лао-цзи зустрівся з Чжан Даоліном на горі Хемін, розповівши йому про зміну епох і настання нової ери Великого Світу. Лао-цзи пояснив йому, що з цієї причини він знайшов наступне народження, утворивши «Істину Єдність, єдиносущє з [вищими] Силами» («Чжен'і мен вей»). У результаті цього Чжан Даолін і його послідовники отримують підтримку небесних сил, які керують долями людства.
Його школа отримала назву П'ять ковшів Рису, тому що він ввів вступний внесок з п'яти ковшів рису, цей внесок співвідносився з Великим Ковшем (сузір'я Великої Ведмедиці, яка є домівкою безсмертних).
У 156 він передав своєму синові Чжан Хену реліквії (свою печатку, нефритове дзеркало, два меча і священні тексти) і відправився в край безсмертних. Школою стали управляти його син Чжан Хен і його онук Чжан Лу (张鲁).
Появі Школи Небесних Наставників передувало повстання Жовтих пов'язок, організоване школою Тайпіндао в центральному і східному Китаї, і яке було підтримане школою П'ять ковшів Рису на території провінції Сичуань. Основу школи склала організація П'ять ковшів Рису, патріархи якої і стали небесними Наставниками. Хоча лідери повстання носили також прізвище Чжан, їх зв'язок з небесними Наставниками не встановлено.

## Даоське держава на чолі c Чжан Лу
Третій Небесний Наставник Чжан Лу, скориставшись загальною нестабільністю в країні і відсутністю центральної влади, зміг створити незалежну даоську теократичну державу в області Ханьчжун на території провінції Шеньсі, через яку йде перевал в провінцію Сичуань. У 215 Чжан Лу зазнав поразки від «суворого пана» Цао Цао, диктатора царства Вей. В обмін на підписання капітуляції він визнав Цао Цао, ім'ям Лао-цзи, легітимним імператором, а Цао Цао затвердив для Чжан Лу офіційний титул Небесного Наставника, який став передаватися у спадок. Традиція веде лінію Небесних Наставників до теперішнього часу.

### Громада Небесних Наставників за часів Чжан Лу
Релігійна практика Небесних Наставників була багатосторонньою. Вони сформували пантеон з безлічі богів небесної ієрархії. Вони завели кілька регістрів, зокрема «регістр» небесного воїнства, всі чоловіки з дитячого віку записувалися в це воїнство під керівництво небесних генералів. Була встановлена своєрідна система права, етики та моралі. Передбачалося, що божества здійснюють контроль за вчинками людей, і були розроблені спеціальні ритуали покаяння за неправедні вчинки. Хвороби зцілювалися через покаяння і виліковували зачарованою водою.
Члени громади читали священні тексти, зокрема Даодецзін, практикували дихальну гімнастику і утримувалися від злаків з метою здобуття безсмертя. Проводилися збори і церемонії на чолі з Небесним Наставником і свята, які в подальшому сформували даоську літургію. Тричі на рік під час свят подавалися прохання до богів про зцілення хвороб.
Школа Небесних Наставників в той період проводила ретельно регульовані і сексуальні ритуали, які буддисти називали «оргіями». Учасники цих ритуалів мали витримати триденний піст і з'єднатися з партнером, зазначеним Небесним Наставником відповідно до рангу. Ритуал супроводжувався молебнями, постами, певними дихальними вправами, взяттям зобов'язань перед богами і спеціальними медитаціями з візуалізацією. Метою ритуалу було продовження життя і внесення учасника до «регістру живих».
Хоча Школа Небесних Наставників ввібрала в себе народні вірування, вона створила цілісну релігійну систему та ставилася негативно до інших народних традицій як до забобонів.

## Небесні наставники в Середні століття
Надалі утворювалися інші даоські школи, які зазвичай визнавали панування або автортет Небесних Наставників. C IV по VI століття рух небесних Наставників розколовся на дві частини, виникли північні і південні Небесні Наставники. Південна школа гуртувалася навколо району Цзяннань в південно-східному Китаї. Ця група, хоча і продовжувала традицію Небесних Наставників, не сформувала окрему організацію, і в кінцевому підсумку розчинилася в інших течіях (наприклад, Шанцін).
Північна група влаштувалася в сяньбійскому царстві Тоба (династія Вей) і знайшла владу при дворі імператора. Тоді наставник північної гілки Коу Цяньчжі отримав чималу політичну владу, і царство прийняло даосизм як офіційну релігію, а Наставник виписував мандати на правління. Однак після смерті Коу Цяньчжі нова влада перестали спиратися на Небесних Наставників, і їх вплив суттєво зменшився.

## Даоське самоврядування
Після кризи в кінці епохи Шести династій в джерелах практично немає згадок про лінії Небесних Наставників, проте твори школи і літургійні тексти активно застосовуються і цитуються. Тільки при династії Сун набуває чинності школа, на чолі якої стоять наставники з сім'ї Чжан, і яка спирається на лінію спадкоємності від Чжан Даоліна. Цій школі вдається заручитися довірою імператора, і школі дарується у власність територія Лунхушань, яку асоціюють з батьківщиною і спадковими володіннями Чжан Даоліна. Школа отримує назву Школа Істинного Єдиного (Чжен'і), ця школа існує до сьогоднішнього дня. Під час династії Сун і пізніше при династії Мін керівники Школи Небесних Наставників були назначені керувати всіма напрямками даосизму, і Школа Істинного Єдиного залишалася найбільш активної та процвітаючою серед всіх інших шкіл. Територія навколо гори Лунхушань в провінції Цзянсі була подарована у володіння Небесного Наставника, де аж до 1948 існувала васальна теократична держава зі статусом самоврядування.
Небесні Наставники протягом всієї своєї історії намагалися відповідати інтересам громад і займалися цілительством, проханнями до богів про гарний урожай, дощі і т. д. Вони розробили систему літургійних текстів, що читаються в різних ситуаціях, призначених для медитацій і молебнів, і що дозволяють спілкуватися з божествами . Так як велике значення мала правильність церемоній і ритуалів, утворився стан даосів, які володіють мистецтвом літургії, дії яких координувалися Небесним Наставником.
На відміну від західних релігій, спільна молитва і спів громади хором в Школі Небесних Наставників ніколи не грали особливої ролі, прерогатива спілкування з богами цілком контролювалася даосами і небесними Наставниками.